# Jessy Kramer
Jessy Anna Kramer, née le 16 février 1990 à Zijdewind, est une joueuse internationale néerlandaise de handball, évoluant au poste d'arrière gauche. Elle mesure 1,78 m pour 72 kg.

## Biographie

### Origines et débuts
Jessy Kramer naît à Zijdewind, un petit village de la commune de Hollands Kroon dans la province de Hollande-Septentrionale, qui comptait environ 350 habitants en 2009. Elle commence le handball à 6 ans au HV VZV (nl) sa carrière professionnelle en 2007 au sein du club néerlandais Zeeman Vastgoed SEW, où elle fait ses premières armes en compétitions européennes.

### Parcours en clubs

#### Westfriesland SEW (2007-2010)
Lors de ses premières années professionnelles, Jessy Kramer participe à plusieurs compétitions européennes avec Westfriesland SEW : la Coupe des vainqueurs de coupe en 2007-08 (12 buts marqués), la Challenge Cup en 2008-09 (7 buts) et de nouveau la Coupe des vainqueurs de coupe en 2009-10 (3 buts).

#### Passage en Allemagne (2010-2013)
En 2010, elle rejoint l'Allemagne et le Francfort HC, puis en 2012 le prestigieux HC Leipzig. Ce club historique, l'un des meilleurs d'Europe du temps de l'Allemagne de l'Est avec 15 championnats est-allemands remportés entre 1953 et 1991 et deux victoires en Coupe des clubs champions, avait maintenu son niveau après la réunification avec 6 championnats et 7 coupes d'Allemagne. Avec Leipzig lors de la saison 2012-13, elle dispute la Ligue des champions (1 but) puis la Coupe des vainqueurs de coupe (5 buts) et termine vice-championne d'Allemagne.

#### L'expérience norvégienne: Vipers Kristiansand (2013-2016)
En 2013, Jessy Kramer s'engage avec les Vipers Kristiansand, club qui connaîtra par la suite un âge d'or exceptionnel. Mais à l'époque où elle y évolue, elle permet malgré tout de participer à la progression du club en championnat de Norvège, terminant successivement 8e, 6e et enfin 4e en 2016.

#### Toulon Saint-Cyr Var Handball (2016-2021)

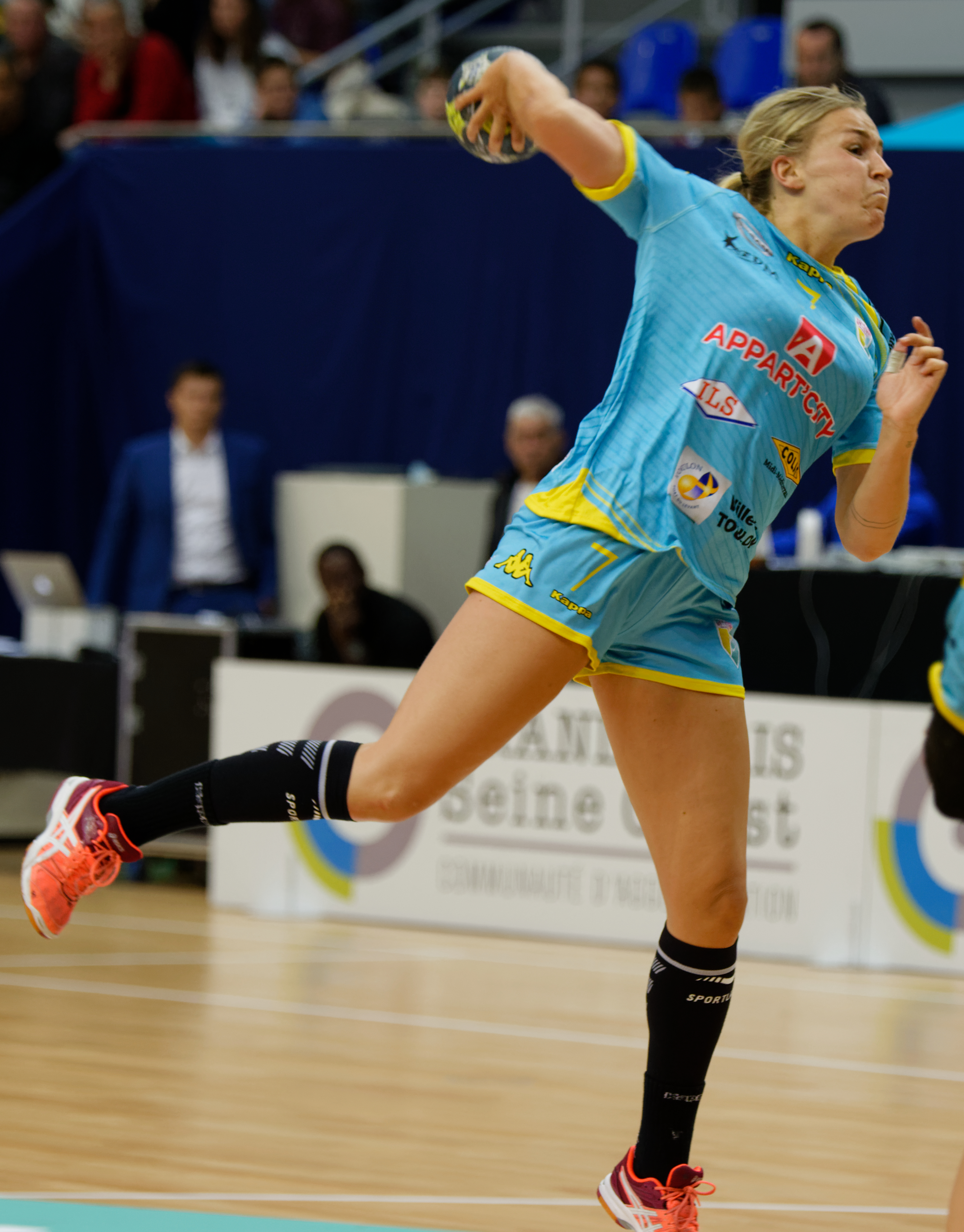
Jessy Kramer sous le maillot de Toulon en 2017.

Pour la saison 2016-2017, elle s'engage avec Toulon Saint-Cyr Var Handball, pour remplacer la suédoise Angelica Wallén. Elle y retrouve sa compatriote Sanne van Olphen. Si le club toulonnais s'est illustré peu de temps avant l'arrivée de Kramer avec notamment un titre de champion de France en 2010 et deux victoires en Coupe de France en 2011 et 2012, le club est depuis moins performant et en cinq saisons au club, le palmarès de Kramer se limite à une finale de coupe de France en 2018. 
Minée par les blessures, elle met un terme à sa carrière de joueuse en 2021 à seulement 31 ans,.

### Carrière internationale
Jessy Kramer connaît sa première sélection avec les Pays-Bas le 21 octobre 2007 contre la Pologne. Trois mois plus tôt, elle avait remporté la médaille de bronze au Championnat d'Europe des -17 ans.
Sa première compétition internationale est le Championnat du monde 2011 au Brésil, conclu à la 15e place. Deux ans plus tard, elle termine à la 13e place du Championnat du monde en Serbie puis à la 7e place du championnat d'Europe 2014.
En décembre 2015, elle crée la surprise avec les Pays-Bas en atteignant la finale du championnat du monde, perdue face à la Norvège,. Cette médaille d'argent marque le début d'une percée historique, puisque les Pays-Bas atteignent les demi-finales des cinq compétitions majeures consécutives : les championnats du monde 2015, 2017 et 2019, les Jeux olympiques de 2016, et les championnats d'Europe 2016 et 2018.
Sur l'ensemble de ces résultats, Jessy Kramer participent à toutes ces compétitions sauf les JO de Rio. Ainsi, elle et les Néerlandaises atteignent la finale du championnat d'Europe 2016, perdue à nouveau face à la Norvège. Puis en décembre 2017, elle décroche une médaille de bronze lors du championnat du monde en remportant le match pour la troisième place face à la Suède. Nouvelle médaille de bronze un an plus tard au championnat d'Europe 2018.
Au Championnat du monde en 2019 au Japon, Kramer et les Pays-Bas remportent leur premier titre mondial en battant l'Espagne 30-29 grâce à un penalty de dernière seconde marqué par Lois Abbingh,. Cette victoire historique offre également aux Pays-Bas leur qualification pour les Jeux olympiques, auxquels Kramer ne participera toutefois pas.
Elle totalise ainsi 110 buts marqués en 151 sélections.

### Parcours d'entraîneuse
En janvier 2025, le Toulon Métropole Var Handball annonce le retour de Jessy Kramer en tant qu'entraîneuse adjoint à compter de la saison 2025-2026.

## Palmarès

### En sélection
Ses résultats en équipe nationale sont
Championnats du monde
- 15e place au Championnat du monde 2011 au Brésil
- 13e place au Championnat du monde 2013 en Serbie
- finaliste du Championnat du monde 2015 au Danemark
- troisième du Championnat du monde 2017 en Allemagne
- vainqueur du Championnat du monde 2019 au Japon

Championnats d'Europe
- 7e place du championnat d'Europe 2014
- finaliste du championnat d'Europe 2016
- troisième du championnat d'Europe 2018
- 6e place du championnat d'Europe 2020

### En clubs
- Vainqueur de la Supercoupe des Pays-Bas (1) : 2009
- Finaliste de la Coupe des Pays-Bas (1) : 2009
- Deuxième du Championnat d'Allemagne (1) : 2013
- Finaliste de la Coupe d'Allemagne (1) : 2013
- Finaliste de la Coupe de France (1) : 2018